# 东风水库 (嫩江)
东风水库是中国黑龙江省黑河市嫩江县境内的一座水库，位于科洛河支流小岔几气沟上，建于1971年。水库正常库容为1300万立方米，集雨面积为235平方千米，海拔为291.5米。